# Yira, yira (película)
Yira yira es un cortometraje musical en blanco y negro filmado en Buenos Aires, Argentina, sobre la base de la canción "Yira, yira" de Enrique Santos Discépolo, dirigido por Eduardo Morera, con producción de Federico Valle, en el que participan el cantor Carlos Gardel y el propio Discépolo.
Está considerada como una de las primeras películas del cine sonoro latinoamericano con sonido óptico -junto a los demás cortometrajes de Gardel realizados en 1930- y uno de los primeros videoclips de la historia del cine.
Fue filmado en Buenos Aires entre el 23 de octubre y el 3 de noviembre de 1930 y estrenado en esa ciudad a partir del 3 de mayo de 1931, en el cine Astral.

## Los cortometrajes musicales de Gardel de 1930
En 1930 Gardel protagonizó quince cortometrajes musicales sonoros, cada uno sobre una canción, con dirección de Eduardo Morera y producción de Federico Valle, uno de los pioneros del cine latinoamericano. Valle había nacido en Italia en 1880, y luego de trabajar con los Hermanos Lumière y tomar clases con Georges Méliès, emigró a la Argentina en 1911 y desde entonces produjo decenas de obras cinematográficas de gran valor, incluyendo los primeros noticieros y los largometrajes animados de Quirino Cristiani, los primeros en la historia del cine mundial en su género. 
De los quince cortos, cinco resultaron arruinados en el laboratorio, entre ellos uno titulado Leguisamo solo, en el que aparecía el jockey Irineo Leguisamo y otro titulado El quinielero. Los diez cortos lanzados fueron: El carretero, Añoranzas, Rosas de otoño, Mano a mano, Yira, yira, Tengo miedo, Padrino pelao, Enfundá la mandolina, Canchero y Viejo smoking.

## Sinopsis
La película comienza con un diálogo entre Gardel y Discépolo:

CG: Decime Enrique. ¿Qué has querido hacer con el tango Yira... yira? 
ESD: Una canción de soledad y de desesperanza. 
CG: Hombre, así lo he comprendido yo. 
ESD: Por eso es que lo cantás de una manera admirable. 
CG: ¿El personaje es un hombre bueno? 
ESD: Si. Es un hombre que ha vivido la bella esperanza de la fraternidad durante cuarenta años y de pronto un día, a los cuarenta años, se desayuna con que los hombres son unas fieras. 
CG: Pero decís cosas amargas 
ESD: No pretenderás que diga cosas divertidas un hombre que ha esperando cuarenta años para desayunarse. 

A continuación Gardel interpreta el tango  Yira, yira, de Discépolo, acompañado por los guitarristas Ángel Domingo Riverol, Guillermo Barbieri y José María Aguilar, aunque este último no aparece en imagen.

## Características
La película fue filmada en Buenos Aires entre el 23 de octubre y el 3 de noviembre de 1930, en los Estudios Valle ubicados en la calle México 832, junto a otros catorce cortometrajes similares, que tuvieron a Gardel como protagonista.
Fue realizada con sonido óptico, es decir con una banda de sonido grabada en la película misma, denominado sistema Movietone inventado por Lee De Forest, que permitía la utilización de rollos pequeños y era adecuado para filmar noticieros, documentales y cortos musicales. Este sistema aventajaba al Vitaphone, que consistía en discos fonográficos que se ejecutaban en forma paralela a la proyección del filme pero cuyo sonido era de menor calidad y presentaba problemas para su sincronización.
Está considerada como una de las primeras películas del cine sonoro latinoamericano con sonido óptico -junto a los demás cortometrajes de Gardel realizados en 1930- y uno de los primeros videoclips de la historia del cine.
Según Sergio Pujol el diálogo fue escrito por el mismo Discépolo y si bien a Morera no le gustó, lo aceptó igual. Los cortometrajes fueron estrenados en Buenos Aires, a partir del 3 de mayo de 1931 en el cine Astral, ubicado en Corrientes 1641, bajo el rubro de “Variedad musical”, acompañando la exhibición de la película Luces de la ciudad de Charles Chaplin. En algunos casos fueron presentados como "tangos teatralizados". Gozaron de gran éxito y se siguieron exhibiendo por años.

## Reparto
- Carlos Gardel
- Enrique Santos Discépolo
- Ángel Domingo Riverol
- Guillermo Barbieri.